# Кнер, Рудольф
Рудольф Кнер (нем. Rudolf Kner; 1810—1869) — австрийский зоолог и ихтиолог.
Член Венской Императорской академии наук (1860; корреспондент с 1849).

## Биография
Изучал в Вене медицину, в 1836 поступил практикантом в зоологическое отделение придворного кабинета натуралий и занялся ихтиологией. С 1841 профессор во Львове, с 1849 — в Вене. Совершил путешествия в 1852 в Истрию и к островам Кварнеро, в 1863 и 1867 — по северной Германии, Дании и Скандинавии.
Опубликовал: «Lehrbuch der Zoologie» (1849; 3-е изд., 1862); «Leitfaden zum Studium der Geologie» (1851; 2 изд., 1855). Большое значение имела в своё время изданная Кнером вместе с Геккелем «Die Süsswasserfische der österreichischen Monarchie» (Лейпциг, 1858). Кнер был превосходным классификатором рыб и хорошо знал палеонтологию; в том отношении была интересна его книга: «Über die Ganoiden als natürliche Ordnung» (B., 1867).